# Molino de Zurita
El molino de Zurita es un antiguo molino harinero situado en el barrio San Julián de esa localidad del municipio español de Piélagos, en Cantabria. 
Fue construido en el siglo XVIII sobre el cauce del arroyo de San Julián, que en la actualidad tiene un caudal más reducido del que tenía cuando se construyó el molino. Perteneció a los Ceballos (su blasón se puede ver aun sobre la puerta de entrada a la construcción). Al ser escaso el cauce del arroyo, el molino se abastecía con agua del cercano río Pas mediante un entramado de canales artificiales, que hoy en día se hallan secos.
Está relativamente bien conservado, aunque ya no tiene uso. Antaño existió al menos otro molino en la localidad de sus características.